# Вольфганг Шмідт-Логан
Вольфганг Шмідт, з серпня 1933 року — Шмідт-Логан (нім. Wolfgang Schmidt-Logan; 8 вересня 1884, Людвігсбург — 4 травня 1945, Шлірзе) — німецький офіцер, генерал-лейтенант вермахту.

## Біографія
Син генерал-майор медичної служби, брат Ганса Шмідта. 1 липня 1903 року поступив на службу в Вюртемберзьку армію. Учасник Першої світової війни, льотчик-спостерігач. В січні 1915 року потрапив у французький полон. Влітку 1918 року інтернований у Швейцарії. Влітку 1919 року повернувся в Німеччину і поступив на службу в поліцію. Восени 1936 року перейшов у вермахт. 31 березня 1938 року вийшов у відставку.
Влітку 1939 року повернувся на службу. З 10 вересня 1939 року — командувач 583-м, з 20 січня 1941 року — 559-м тиловим районом. З 14 вересня 1941 року — комендант Харкова. 1 жовтня 1942 року переведений в резерв фюрера. З 26 листопада 1942 року — командувач 550-м тиловим районом. В середині жовтня 1943 року здав командування і 31 жовтня звільнений у відставку. 30 січня 1944 року знятий з розпорядження вермахту. Разом із дружиною наклав на себе руки.   

## Сім'я
8 листопада 1919 року одружився з Рут фон Логан, дочкою генерал-лейтенанта Георга фон Логана. В шлюбі народився син ,який під час Другої світової війни був лейтенантом і командиром батареї, в кінці війни зник безвісти.

## Нагороди
- Залізний хрест 2-го і 1-го класу
- Золота медаль «За військові заслуги» (Вюртемберг)
- Пам'ятний знак пілота (Пруссія)
- Почесний хрест ветерана війни з мечами
- Медаль «За вислугу років у Вермахті» 4-го, 3-го, 2-го і 1-го класу (25 років)